# Micrura bergenicola
Micrura bergenicola är en djurart som tillhör fylumet slemmaskar, och som beskrevs av Punnett 1903. Micrura bergenicola ingår i släktet Micrura och familjen Lineidae. Inga underarter finns listade i Catalogue of Life.